# Arrenurus setiger
Arrenurus setiger är en kvalsterart som först beskrevs av Koenike 1895.  Arrenurus setiger ingår i släktet Arrenurus och familjen Arrenuridae. Inga underarter finns listade i Catalogue of Life.